# Nestor Chylak
Nestor George Chylak Jr. (Olyphant, 11 maggio 1922 – Dunmore, 17 febbraio 1982) è stato un arbitro di baseball statunitense nella Major League Baseball (MLB). È stato inserito nella National Baseball Hall of Fame nel 1999.

## Carriera
Chylak fu un umpire nella Major League Baseball che lavorò nella American League al 1954 al 1978. Fu l'arbitro di tre American League Championship Series (1969, 1972, 1973), servendo come capo-arbitro nel 1969 e nel 1973. Partecipò anche a cinque World Series (1957, 1960, 1966, 1971, 1977), come arbitro in capo nel 1971 (in cui chiamò le basi ball e gli strike nella decisiva gara 7) e nel 1977. Lavorò anche in sei All-Star Game: 1957, 1960 (entrambe le gare), 1964, 1973 e 1978, chiamando i ball e gli strike nella seconda gara del 1960 e nel 1973.